# Larinopoda punctata
Larinopoda punctata är en fjärilsart som beskrevs av Druce 1910. Larinopoda punctata ingår i släktet Larinopoda och familjen juvelvingar. Inga underarter finns listade i Catalogue of Life.